# Windpark Kaiskorb
Der Windpark Kaiskorb befindet sich im nördlichen Stadtgebiet von Bedburg in Nordrhein-Westfalen, direkt an der Bundesautobahn 61, und besteht aus 13 Windkraftanlagen.

## Lage
Der Windpark befindet sich am Rand des Stadtgebiets von Bedburg im Rhein-Erft-Kreis, im Stadtteil Kirchherten. Das Gemeindegebiet von Titz mit dem Ortsteil Jackerath liegt in einiger Entfernung nordwestlich. Westlich des Parks auf der anderen Seite der BAB 61 liegt das namensgebende Gut Kaiskorb. Der Braunkohletagebau Garzweiler befindet sich mit seinem aktiven Teil nördlich ebenfalls in unmittelbarer Umgebung, ein mittlerweile verfüllter Teil des Tagebaus grenzte direkt nördlich und östlich an den Park.
Westlich an den Windpark angrenzend verläuft die Bundesautobahn 61 und nördlich die erst 2018 eröffnete verlegte Bundesautobahn 44. Das Autobahndreieck Jackerath grenzt nordwestlich an das Gelände an. Südöstlich des Windparks befindet sich das Gelände einer stillgelegten NATO-Feuerstellung (Launching Area) der belgischen Luftstreitkräfte, an der von 1963 bis 1989 unter anderem auch Atomraketen gelagert wurden.

## Geschichte

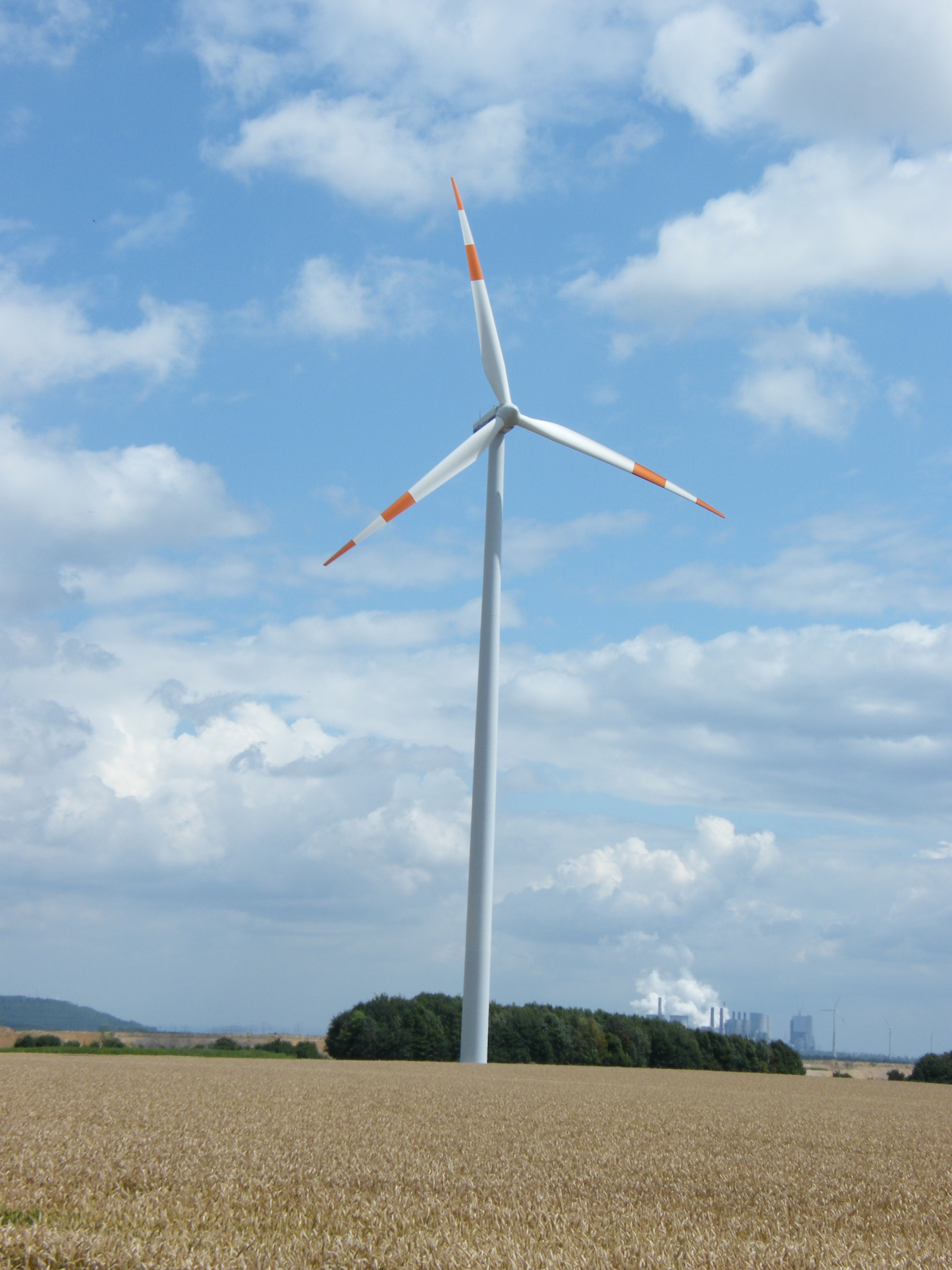
Eine der Vestas-Anlagen aus näherer Betrachtung

Das Gebiet wurde im Jahr 2002 von der Stadt Bedburg als Konzentrationszone für Windkraft ausgewiesen. Im Jahr 2006 wurden dort durch den Projektentwickler ABO Wind zwölf Windkraftanlagen vom Typ Vestas V80-2MW des dänischen Herstellers Vestas installiert. Obwohl die Infrastruktur schon Ende 2005 fertiggestellt wurde, konnten die Anlagen aufgrund von Lieferengpässen des Herstellers erst Anfang 2006 errichtet werden. Alle Anlagen haben eine Nennleistung von zwei Megawatt bei einer Nabenhöhe von 100 m und einem Rotordurchmesser von 80 m.
Die Anlagen sind in zwei Reihen zu je sechs Anlagen parallel zur BAB 61 angeordnet. Zum Zeitpunkt des Baus war das nordöstlich angrenzende Gebiet noch Abbauzone des Tagebaus Garzweiler I. Bis etwa 2015 wurde dieses verfüllt, sodass eine Erweiterung des Windparks nach Osten denkbar wäre. Auf einem bereits einige Jahre früher verfüllten Bereich entstand in den Jahren 2014 und 2015 mit dem Windpark Königshovener Höhe der zweite Windpark auf Bedburger Stadtgebiet.
Eine dreizehnte Windkraftanlage wurde im Jahr 2016 am nordwestlichen Rand des Windparkgeländes errichtet. Diese Anlage vom Typ Senvion MM92 des deutschen Herstellers Senvion wurde von der Firma BMR energy solutions GmbH aus Geilenkirchen geplant und errichtet. Diese Anlage, die im August 2016 in Betrieb ging, hat ebenfalls eine Nabenhöhe von 100 m, allerdings einen größeren Rotordurchmesser von 92 m und eine Nennleistung von 2,05 MW.
Im September 2023 erwarb das norwegische Staatsunternehmen Statkraft die zwölf Vestas-Anlagen von der Breeze Two Energy. Nach Ablauf der Lebensdauer der Anlagen ist ein Repowering geplant.